# Estación de Miguel Hernández

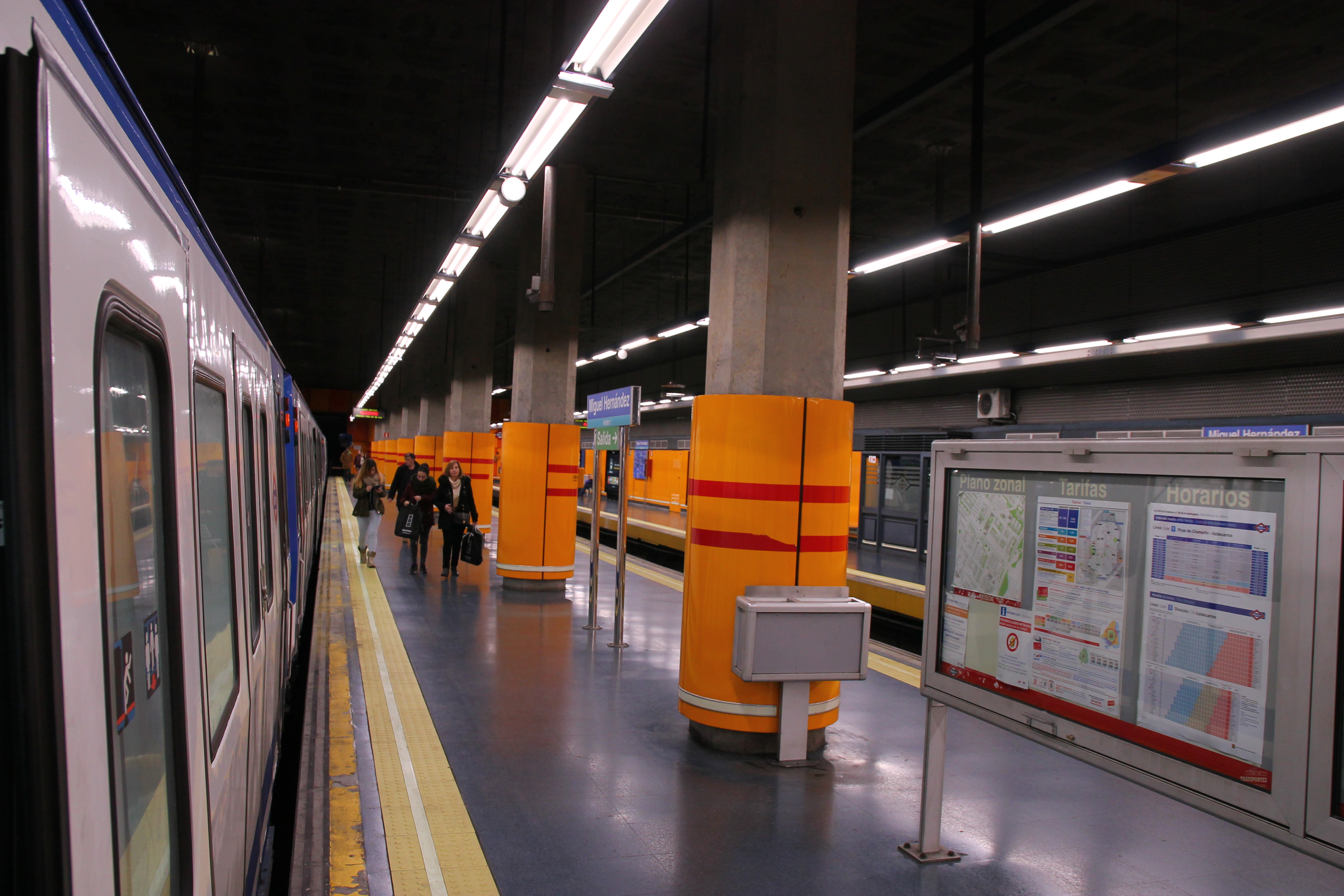
Andén central de la estación

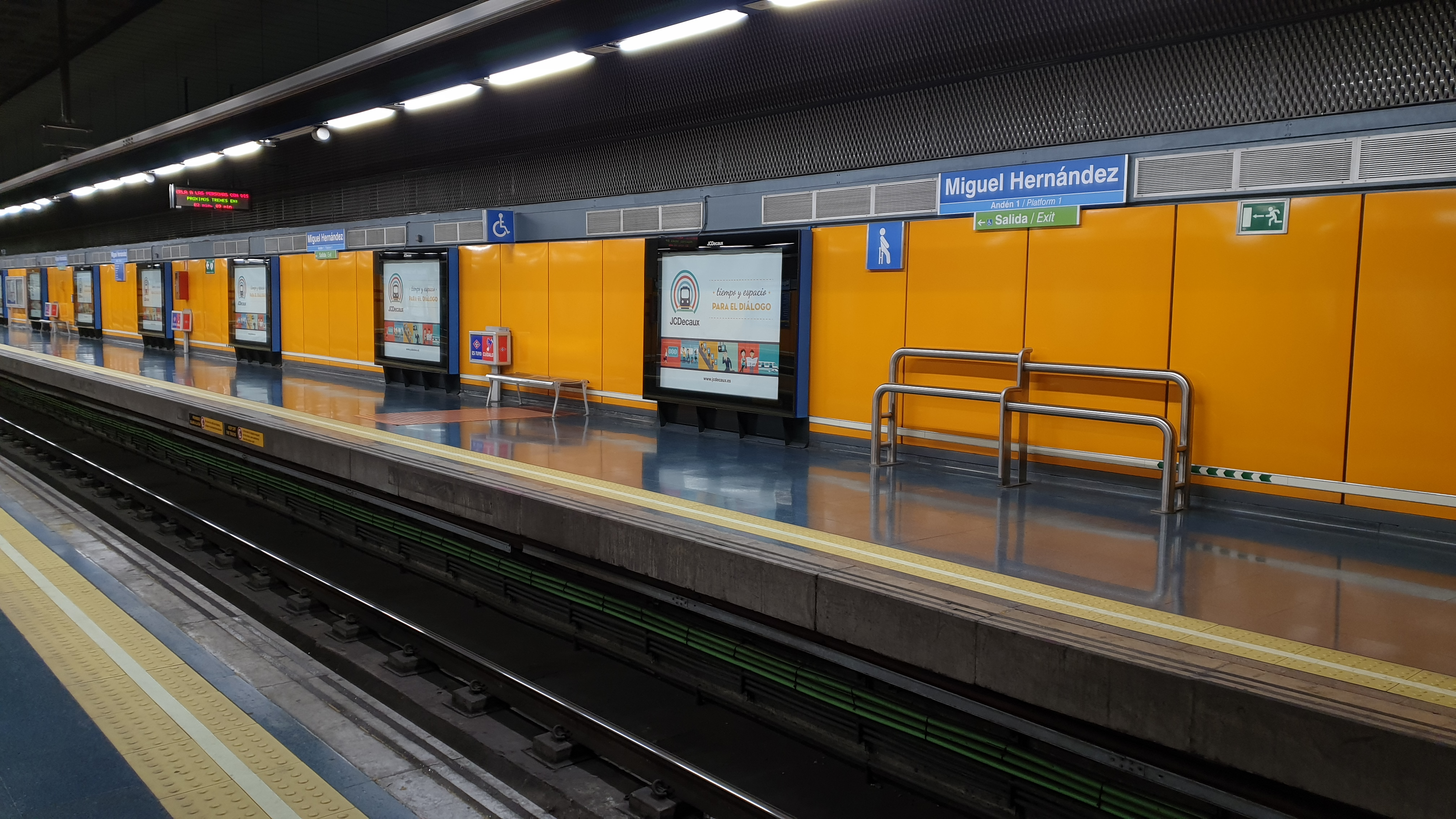
Andén de la estación

Miguel Hernández es una estación de la línea 1 del Metro de Madrid situada bajo la avenida de la Albufera, en la intersección con la avenida de Rafael Alberti, en el madrileño distrito de Puente de Vallecas.

## Historia
La estación abrió al público el 7 de abril de 1994. Toma su nombre de la avenida de Miguel Hernández, situada a unos 300 metros de la estación, que hace honor al poeta oriolano Miguel Hernández, está recubierta de placas naranjas con extractos de poemas suyos y, cerca de la boca de acceso de la avenida de la Albufera, se encuentra la biblioteca pública bautizada también Miguel Hernández. La estación fue terminal de línea hasta el 3 de marzo de 1999, cuando la línea se amplió hasta Congosto.
Desde el 3 de julio de 2016, la estación permaneció cerrada por las obras de mejora de las instalaciones de la línea 1 entre las estaciones de Plaza de Castilla y Sierra de Guadalupe. La línea se reinauguró el 13 de noviembre de 2016, aunque en su caso la reapertura se adelantó dos meses.
Desde el 24 de junio de 2023, y hasta el 14 de octubre, el tramo Nueva Numancia-Valdecarros permaneció cortado por obras. En su lugar se ha establecido un servicio sustitutivo de autobús.

## Accesos
Vestíbulo Miguel Hernández
- Rafael Alberti - Ambulatorio Avda. Albufera, 285 esquina Avda. Rafael Alberti
- Albufera, pares Avda. Albufera, 290
- Aparcamiento Pasarela (Avda. Albufera, pares)
- Ascensor Avda. Albufera, 285

## Líneas y conexiones

### Metro
| << cabecera        | < estación      | línea | estación >          | cabecera >> |
| ------------------ | --------------- | ----- | ------------------- | ----------- |
| Pinar de Chamartín | Alto del Arenal |       | Sierra de Guadalupe | Valdecarros |

### Autobuses
| Diurnos   |                      |                                                      |
| Línea     | Destino              | Parada                                               |
| 54        | Congosto             | 1017 METRO MIGUEL HERNÁNDEZ (Av. Albufera, 270)      |
| 58        | Bº Santa Eugenia     | 1017 METRO MIGUEL HERNÁNDEZ (Av. Albufera, 270)      |
| 103       | Ecobulevar           | 1017 METRO MIGUEL HERNÁNDEZ (Av. Albufera, 270)      |
| 142       | Ensanche de Vallecas | 1017 METRO MIGUEL HERNÁNDEZ (Av. Albufera, 270)      |
| 143       | Villa de Vallecas    | 1017 METRO MIGUEL HERNÁNDEZ (Av. Albufera, 270)      |
| 54        | Estación de Atocha   | 1018 METRO MIGUEL HERNÁNDEZ (Av. Albufera, 285)      |
| 58        | Puente de Vallecas   | 1018 METRO MIGUEL HERNÁNDEZ (Av. Albufera, 285)      |
| 103       | Estación de El Pozo  | 1018 METRO MIGUEL HERNÁNDEZ (Av. Albufera, 285)      |
| 142       | Pavones              | 1018 METRO MIGUEL HERNÁNDEZ (Av. Albufera, 285)      |
| 143       | Manuel Becerra       | 1018 METRO MIGUEL HERNÁNDEZ (Av. Albufera, 285)      |
| 144       | Entrevías            | 3343 METRO MIGUEL HERNÁNDEZ (Av. Rafael Alberti, 22) |
| 144       | Pavones              | 3344 METRO MIGUEL HERNÁNDEZ (Av. Rafael Alberti, 25) |
| Nocturnos |                      |                                                      |
| Línea     | Destino              | Parada                                               |
| N25       | Villa de Vallecas    | 1017 METRO MIGUEL HERNÁNDEZ (Av. Albufera, 270)      |
| N25       | Alonso Martínez      | 1018 METRO MIGUEL HERNÁNDEZ (Av. Albufera, 285)      |
| N10       | Palomeras            | 3344 METRO MIGUEL HERNÁNDEZ (Av. Rafael Alberti, 25) |